# 观成
观成（1741年—1808年），亦关成，富察氏或傅察氏，镶白旗满洲，清朝政治人物，从一品成都将军，代办四川总督事务，赐太子少保，诰封正一品建威将军。嘉庆三年，革职，降为三品头等侍卫衔，再复升正二品西安副都统兼署西安将军。嘉庆五年，以两耳重听病辞，嘉庆十三年逝。為礼部尚书貴慶之父，福建巡抚瑞璸、吏部郎中浙江嘉兴知府瑞琇祖父。《满汉名臣传》有传，清史亦有传。

## 生平
观成，1741-1808（乾隆六年—嘉庆十三年），鑲白旗滿洲第四參領第十五佐領成祿佐領下人（该佐领曾由和尔氏赫生額的高祖副都统董阿赖家后裔世袭管理），富察氏或傅察氏，从一品成都将军，太子少保，西安副都统兼西安将军，四川提督，浙江提督，江南提督，镶红旗蒙古副都统，乃礼部尚书贵庆父。族内有乾隆帝师武英殿大学士太傅福敏。观成祖先孟古慎郭率弟罗团、莽吉图及同里子弟从太祖征明立军功，为镶白旗满洲贵族。
观成清史有传，早年随明瑞（乾隆富察皇后侄）、傅恒（乾隆皇后弟）、将军温福、阿桂征讨新疆、缅甸及大小金川等地，由阿桂内荐，从护军参领升为湖南长沙副将、山西蒲州副将。后乾隆亲命观成为河南河北镇总兵、江南提督、浙江提督、四川提督。 和观成同时征战金川的同旗富察氏有五福（后官四川总兵、广西提督）、罗密（后战死乾隆四十三年苏四十三的甘肃回乱）。
乾隆四十一年正月初二日，奴才阿桂、豐昇額謹奏為陞補副將等缺以剛戎行事，竊查湖南長沙協副將圖欽保蒙恩補授總兵，所遺副將員缺，奉上諭阿桂等奏現在出有副將等缺，應于軍營奮勉人員內换選陞補等語着照所請湖南長沙，應于軍營奮勉人員內揀選陞補。茲查有護軍参領觀成係廂白旗滿洲人，由前鋒歷陞今職，該員先經出師烏什、緬甸打仗，受傷跟著勞績，及進剿債拉促侵地方，無不身在行問，勇往出力，且該員隨征年久，綠營諸事亦為語習，應請之人如蒙谕允，不獨該員感激天恩，即凡在戎行亦無不觀感興起矣，謹恭招具奏伏祈皇上聖靈施行，謹奏乾隆四十一年，觀成陞補湖南長沙協副將。欽此，長沙協副將員缺着觀成補授，觀成所遺護軍參領員缺，由四川提標右營遊擊特英額補授。注：接替觀成任護軍參領的特英額，鈕祜祿氏，乃策楞之子，特成額兄弟，豐昇額堂兄弟，其叔阿裏袞，其姑婆乃孝昭仁皇后。此處觀成接替的圖欽保，瓜勒佳氏，乾隆間和觀成等跟隨明瑞入緬甸,從阿桂攻金川，從海蘭察、和珅鎮壓甘肅回民起事身亡,紫光閣五十功臣，《和珅列傳》有提及圖欽保。
乾隆四十六年甘肃起义，《钦定兰州纪畧》上命军机大臣传令河北总兵观成起程前往阿桂、和珅处听候差委。乾隆五十六年，随福康安、和珅弟和琳办理廓尔喀军务（今尼泊尔），四川提督观成带川军入藏立功，保卫西藏战役。五十六年，前任成都将军成德（道光孝全成皇后鈕祜祿氏曾祖）改驻藏大臣，新任成都将军奎林（乾隆皇后侄）未上任，四川提督观成升至成都将军，即四川重庆全境最高军政长官。
乾隆五十五年，纳兰明珠后裔承安家被抄，观成购得承安（纳兰性德家后裔）名下入官家奴如张大孝等。（第一历史档案馆）
乾隆五十九年，乾隆赐王公大臣筵宴，观成奏谢列入左翼班次。
乾隆六十年，观成和福康安、和珅弟和琳、四川总督大学士孙士毅、湖广总督福宁、明亮、一等侯德楞泰、额勒登保等在湘、黔、川、渝镇压苗民和白莲教起义，在四川达州、重庆秀山、湖南凤凰、贵州铜仁、湖北襄阳恩施等地立功，抓获苗王和白莲教教匪王聪儿、吴八月、吴半生等。将军观成还和总兵诸神保、和珅族孙景安擒贼首胡正中。嘉庆朝《四川通志》：四川总督大学士孙士毅病卒，乃以成都将军观成代之，旋命两江总督福宁署。观成列传记载其获乾隆嘉庆御赏多达二十几次，包括赏大小荷包十四次之多，赏御用元狐冠，赏蟒袍，白玉扳指等。嘉庆元年封太子少保。嘉庆三年在老木园（今重庆巫山县）剿匪白莲教起义军领袖陈崇德，嘉庆四年革成都将军，降为头等侍卫衔，交一等侯勒保差使，代罪效劳，不久击毙林亮功于梁万间立功。勒保奏请，任西安副都统兼西安将军，嘉庆五年病休。中国第一历史档案馆奏折记载乾隆曾鼓励观成把清文学好，因为他给乾隆的奏折里乾隆发现有满语用词不当。
将军的任免调动权在朝廷，镇压苗民起义时，福康安拒辞前任成都将军成德（道光皇后曾祖）而选用观成，似有越权之嫌, 而且是“先斩后奏” ，但却得到乾隆的朱批称“好，甚应如此！”《清代前期苗民起义档案史料汇编》里有将军观成诸多记载，乾隆通过大学士公阿桂、大学士伯和珅赏赐福康安、和珅弟和琳、观成等人。乾隆收到福康安、和琳、观成捷报时朱批心情大好。乾隆御制诗记载乾隆六十年八月朔日，乾隆为署四川总督福宁四川将军观成奏攻克旗鼓寨全行荡平诗以志慰，《欽定剿平三省邪匪方略》数处有记载。清代魏源著《圣武记》亦有将军观成记载。
嘉庆元年代替成德（道光皇后曾祖）总统军务。嘉庆四年乾隆去世，嘉庆打击乾隆朝权臣和珅家族和福康安富察家族，观成于嘉庆五年乞病退休，卒于嘉庆十三年。观成一生参加过乾隆十大武功里的平定回部、平缅甸、两平大小金川、平廓尔喀、再平廓尔喀六次战役，转战南北，战功卓越，于乾隆朝末跟随郡王福康安及和珅弟一等公和琳平乱西藏、川楚白莲教起义，升为从一品四川将军，甚为乾隆重用，但于嘉庆朝初迅速失势。观成给孙子辈取名时，借用乾隆给孩子取名偏旁都带“王”字以显尊贵。

## 人物關聯
观成与福康安、阿桂、阿桂族亲富勒浑、和珅及弟和琳关系友善。观成族内有乾隆帝师武英殿大学士太傅福敏（亦傅敏）、刑部尚书傅鼐（妻曹氏，曹寅之妹）、通政使博尔多、四川总督文绶、山东巡抚国泰、吉林将军秀林等，原为雍正旧邸之人。
- 子：礼部尚书鑲紅旗漢軍都統貴慶、太常寺筆帖式後外放雲夢縣知縣恩慶（会典翻译官、嘉庆21年放太常寺笔帖、24年京察一等）闲散万庆。
- 女：一女以父关成名首字记为关氏，嫁总督图思德之子湖北粮道觉罗恒庆为妾，觉罗恒庆长子觉罗桂芳和观成子贵庆为嘉庆四年同科进士；一女《爱新觉罗宗谱》以父名首字记为观氏，观成之女，为豫亲王裕全庶福晋；一女嫁给郑亲王家的盛京兵部侍郎广敏（亦广铭）之子兴恒为正妻（兴恒为阿扎兰之子德冲的后裔）。
- 孙：福建巡抚瑞璸、闲散瑞珍、瑞璘、吏部郎中浙江嘉兴知府瑞琇。
- 孙女：贵庆女儿富察氏嫁贝勒奕亨子載崇，为启功高祖。載崇嫡母乃正紅旗瓜爾佳氏桂良之妹。[4] 万庆女富察氏嫁郑亲王家的多罗銮次子瑞寿（瑞寿为雅尔江阿后裔，过继给雅尔江阿兄弟阿扎兰之子德俊后裔为嗣）。
- 外孙：宗室常璧，盛京兵部侍郎广敏之子兴恒和富察氏之子，文举人，正妻陜西布政使岳龄安（岳松庭）之女碧鲁氏，宗室常璧和松筠之子熙綸为连襟，皆娶镶白旗碧鲁氏，此支镶白旗碧鲁氏晚清有和硕睿懿亲王德长嫡福晋、同治戊辰进士，吏部尚书锡珍(文绣的祖父)的夫人、同治乙丑进士福臣之妻，郡王衔多罗贝勒載洵嫡夫人、和硕恭賢亲王溥伟嫡福晋。
- 外孙女：宗室氏，宗室兴恒和富察氏的女儿，即原侍郎广敏的孙女，续聘为侍郎李氏基溥之子钟文妻，疑未过门。
- 曾孙：贤良（正白旗内管领）、端良（监察御史、北京巡城御史、光绪给事中）、阿良（盛京户部员外郎、刑部陕西司员外郎）。
- 曾孫女：据《爱新觉罗宗谱》，贵庆子瑞琇之女富察氏嫁怡亲王奕勳之孙溥新或作溥信为正妻、溥新继妻为贵庆学生完颜麟庆侄崇寿之女完颜氏。溥新，或作溥信，载增子，过继给载坪。溥新有子毓宝，过继给载垣子溥斌为嗣。溥新还有子在民国改名金蕴山。
- 外曾孙：观成女富察氏和宗室兴恒的孙子宝森，官盛京刑部侍郎，其堂弟为副都统宝廷。观成外曾孙宝森娶福康安外曾孙女瓜尔佳氏为妻，其岳父母乃桂良子延禧和郑亲王乌尔恭阿之女。宝森长女宗室女隽如（亦婉如）、次女淑如和堂兄弟宗室寿蕃、寿富在八国联军入侵庚子事变时殉国，朝廷为之旌表，宝廷门生林纾《京华碧血录》直叙其事。宝森无嗣,过继堂弟宝廷子寿蕃的次子序佺为孙，序佺为晚清庚子被祸五大臣联元之女崔佳氏出。
- 外曾孙女：观成女富察氏和宗室兴恒的孙女宗室氏，即宗室宝森胞妹，嫁军机大臣奎照之孙泰階、即索绰络氏英和曾孙，泰階官織造鈔關熱河总管府员外郎。

## 人物評價
- 璧昌《璧勤襄公遺書》：朝廷立法培養，不為不厚也。前輩功勲世業，載之史册下待追述，惟以見聞所及，自乾隆年以後，歷來之帥才，計之有：阿文成公桂、福四中堂康安、額經略勒登保、永總督保、勒中堂保、那文毅公彦成張公，相齡滿漢參贊則有明五中堂亮、德侯楞泰、海公蘭察、書將軍亮、鄂將軍輝、成將軍德、觀將軍成、楊忠武公遇春、楊侯芳，各有蕩平寰宇之功，至今稱之，此皆為帥之才用之不竭之明證也。
- 鄂恒 伊尔根觉罗氏，在其《求是山房文集》有《贵芸西（贵庆）先生七十寿序》记载：公贵庆，富察氏，为吾家乡望族，其父观成将军，乾隆大小金川立功，曾和我的祖父乌什哈达同将军阿桂独骑入贼营，叱咤一声，群贼溃败，但观将军未曾枉杀一人，众人以”天地之大德曰生“称颂其明义。贵庆事父母孝顺、对兄弟友爱，大家也都不停地谈论。